# 존 Y. 브라운 주니어

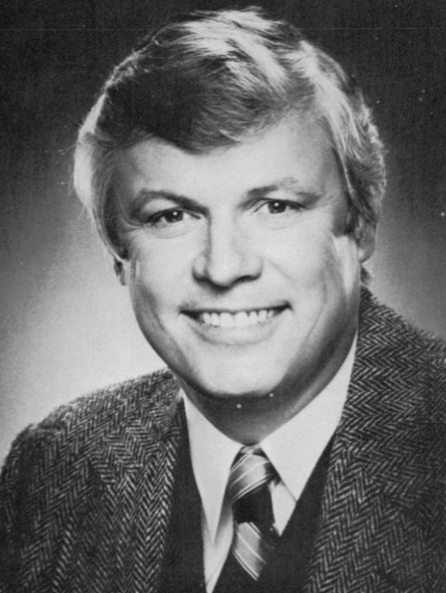

존 Y. 브라운 주니어(John Y. Brown Jr., 본명: 존 영 브라운 주니어, John Young Brown Jr., 1933년 12월 28일 ~ 2022년 11월 22일)는 켄터키주 출신의 미국 정치인이자 기업가였다. 1979년부터 1983년까지 55대 켄터키 주지사를 역임했으며 켄터키 프라이드 치킨(KFC)을 수백만 달러 규모의 레스토랑 체인으로 성장시켰다.
미국 하원의원 존 Y 브라운 시니어의 아들인 브라운의 사업 재능은 대학에서 분명해졌으며, 그곳에서 그는 브리태니커 백과사전 세트를 팔아 상당한 돈을 벌었다. 그는 아버지와 함께 잠시 법률 업무를 수행한 후 1964년 창립자 커널 샌더스로부터 켄터키 프라이드 치킨(Kentucky Fried Chicken)을 인수했다. 브라운은 회사를 세계적인 성공으로 이끌었고 1971년에 막대한 이익을 위해 회사에 대한 지분을 매각했다. 그 후 그는 여러 레스토랑 벤처에 투자했다. 그러나 KFC의 성공과 일치하는 것은 없다. 1970년대 동안 그는 또한 미국 농구 협회의 켄터키 커널스, 미국 농구 협회의 보스턴 셀틱스 및 버팔로 브레이브스(현재 로스앤젤레스 클리퍼스) 등 세 개의 프로 농구 팀을 여러 차례 소유했다.

## 역대 선거 결과
| 선거명      | 직책명        | 대수 | 정당   | 득표율 | 득표수    | 결과 | 당락               |
| ----------- | ------------- | ---- | ------ | ------ | --------- | ---- | ------------------ |
| 1974년 선거 | 켄터키 주지사 | 55대 | 민주당 | 59.41% | 558,088표 | 1위  | 켄터키 주지사 당선 |